# Dicrurus forficatus
Il drongo crestato o drongo crestato malgascio (Dicrurus forficatus (Linnaeus, 1766)) è un uccello passeriforme della famiglia Dicruridae, endemico del Madagascar e delle isole Comore.

## Etimologia
Il nome scientifico della specie, forficatus, deriva dal latino e significa "a forma di forbice", in riferimento alla conformazione della coda.

## Descrizione

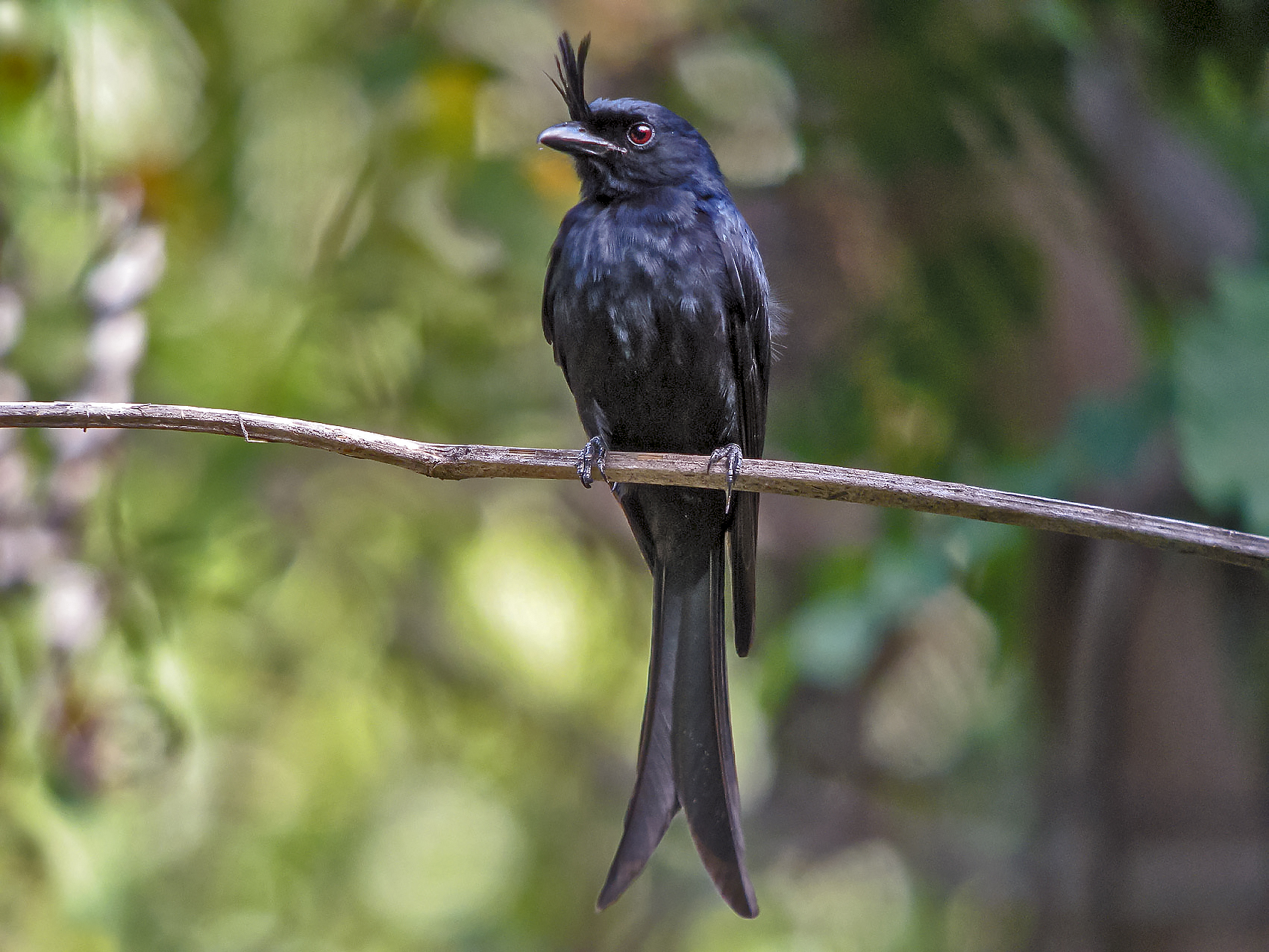
Esemplare ad Ankarafantsika.

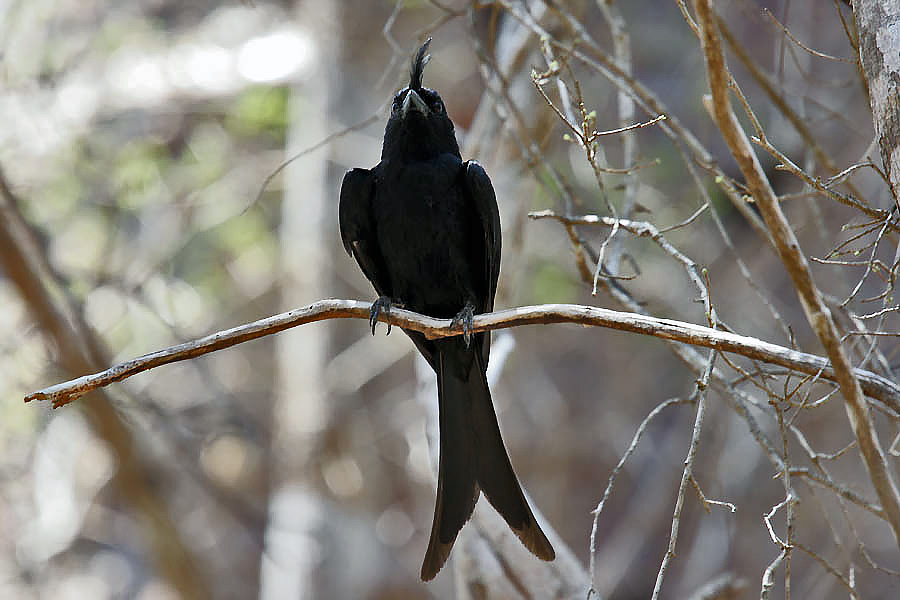
Esemplare a Kirindy.

### Dimensioni
Misura 18-30,5 cm di lunghezza: i maschi sono più grandi delle femmine anche di un terzo, e la sottospecie potior presenta dimensioni medie più grandi rispetto alla nominale.

### Aspetto
Si tratta di uccelli dall'aspetto robusto e slanciato, muniti di grossa testa squadrata e allungata, becco conico, largo e robusto di media lunghezza e dall'estremità lievemente adunca, zampe corte, ali allungate e digitate, penne della fronte filiformi e allungate (giungendo a riposo all'incirca fino al vertice) a formare una cresta erettile alla quale la specie deve il proprio nome comune e coda lunga circa i due terzi del corpo e dalla caratteristica forma biforcuta con punte divergenti verso l'esterno, alla quale la specie deve il proprio nome scientifico.
Il piumaggio si presenta di colore nero lucido, con presenza di sfumature di color bruno-cannella su coda e remiganti e di riflessi metallici di colore violaceo su testa e petto e bluastro su dorso e ali, ben visibili quando l'animale è nella luce diretta.

I dimorfismo sessuale è presente e ben visibile ma non estremo, coi maschi che presentano coda e cresta più lunghe e colorazione generalmente più lucida e ricca di riflessi metallici rispetto alle femmine.
In ambedue i sessi il becco e le zampe sono di colore nerastro, mentre gli occhi sono di colore bruno scuro.

## Biologia

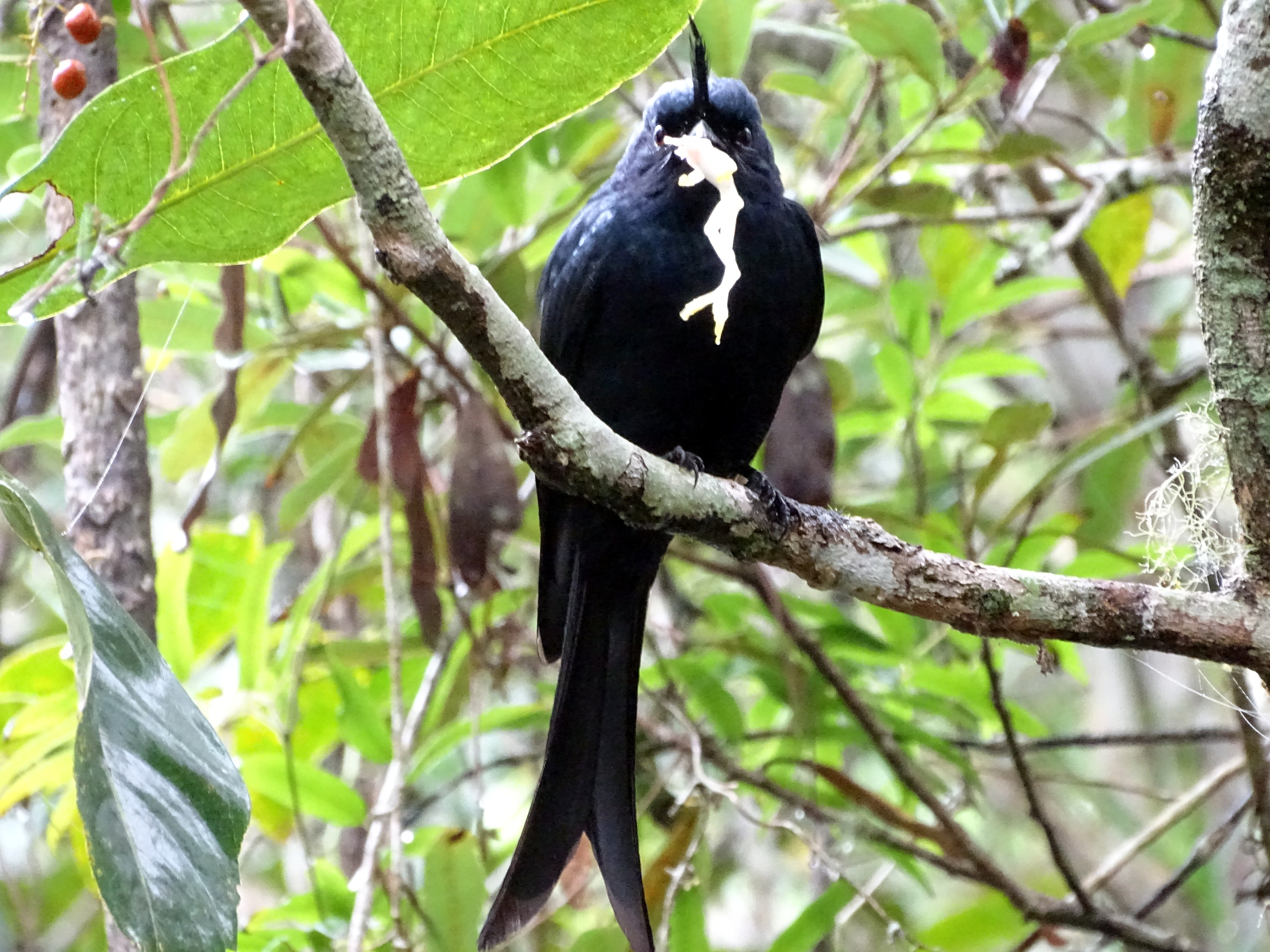
Esemplare mangia una rana a Mantadia.

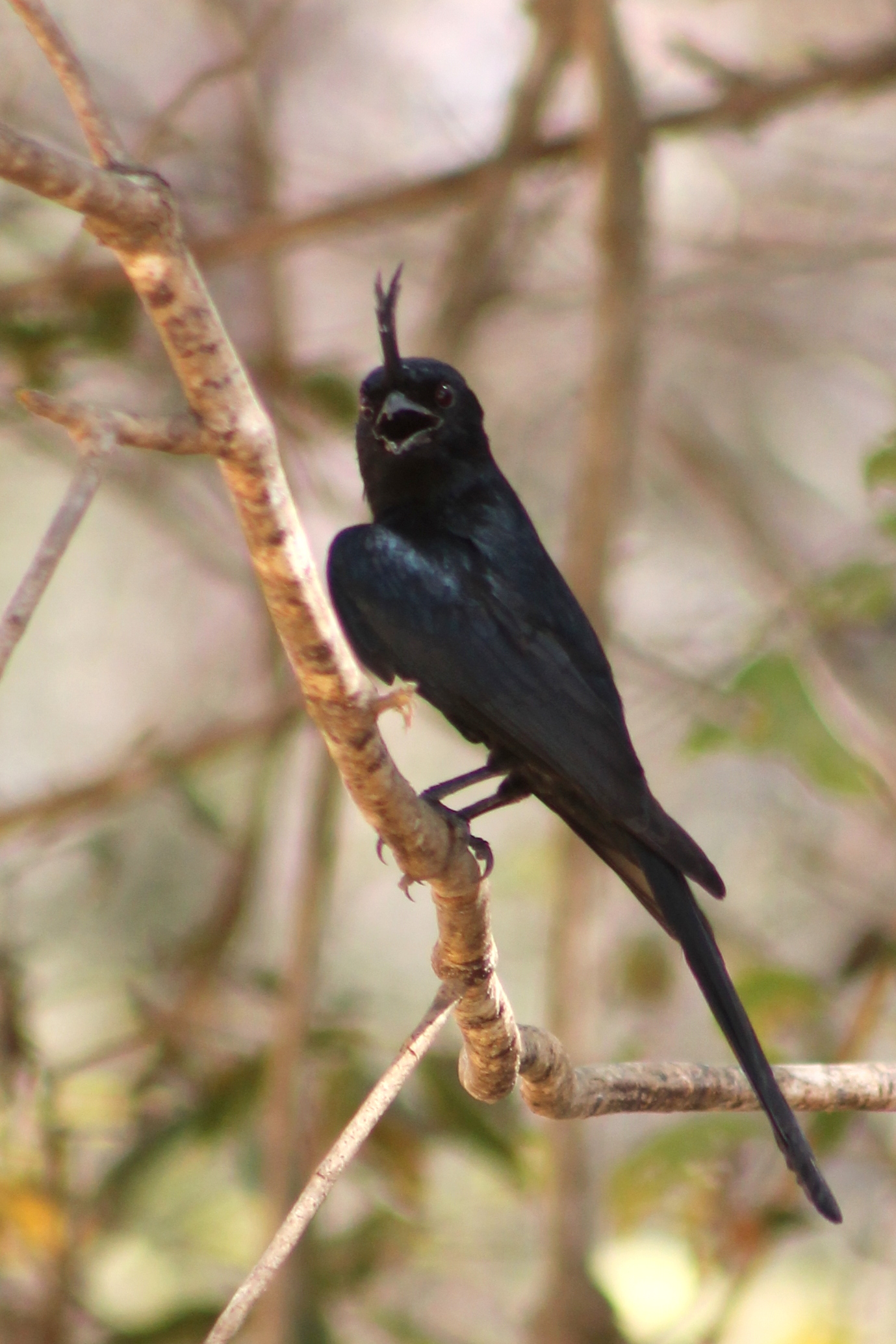
Esemplare vocalizza a Kirindy.

Il drongo crestato è un uccello dalle abitudini di vita diurne, che passa la maggior parte della giornata appollaiato in posizione verticale sul ramo di un albero osservando i dintorni, pronto a spiccare il volo per afferrare un'eventuale preda o a ritirarsi nel folto della vegetazione all'apparire di un'eventuale fonte di pericolo. Questi uccelli vivono da soli o in coppie, occupando un proprio territorio che viene difeso da eventuali intrusi, in particolar modo durante la stagione riproduttiva.
Come tutti i dronghi, anche il drongo crestato è un uccello molto vocale, che emette una grandissima varietà di richiami (da squitti acuti ad altri versi più cicaleggianti, passando attraverso fischi più o meno intensi), rivelandosi inoltre un ottimo imitatore dei suoni che percepisce nell'ambiente circostante.

### Alimentazione

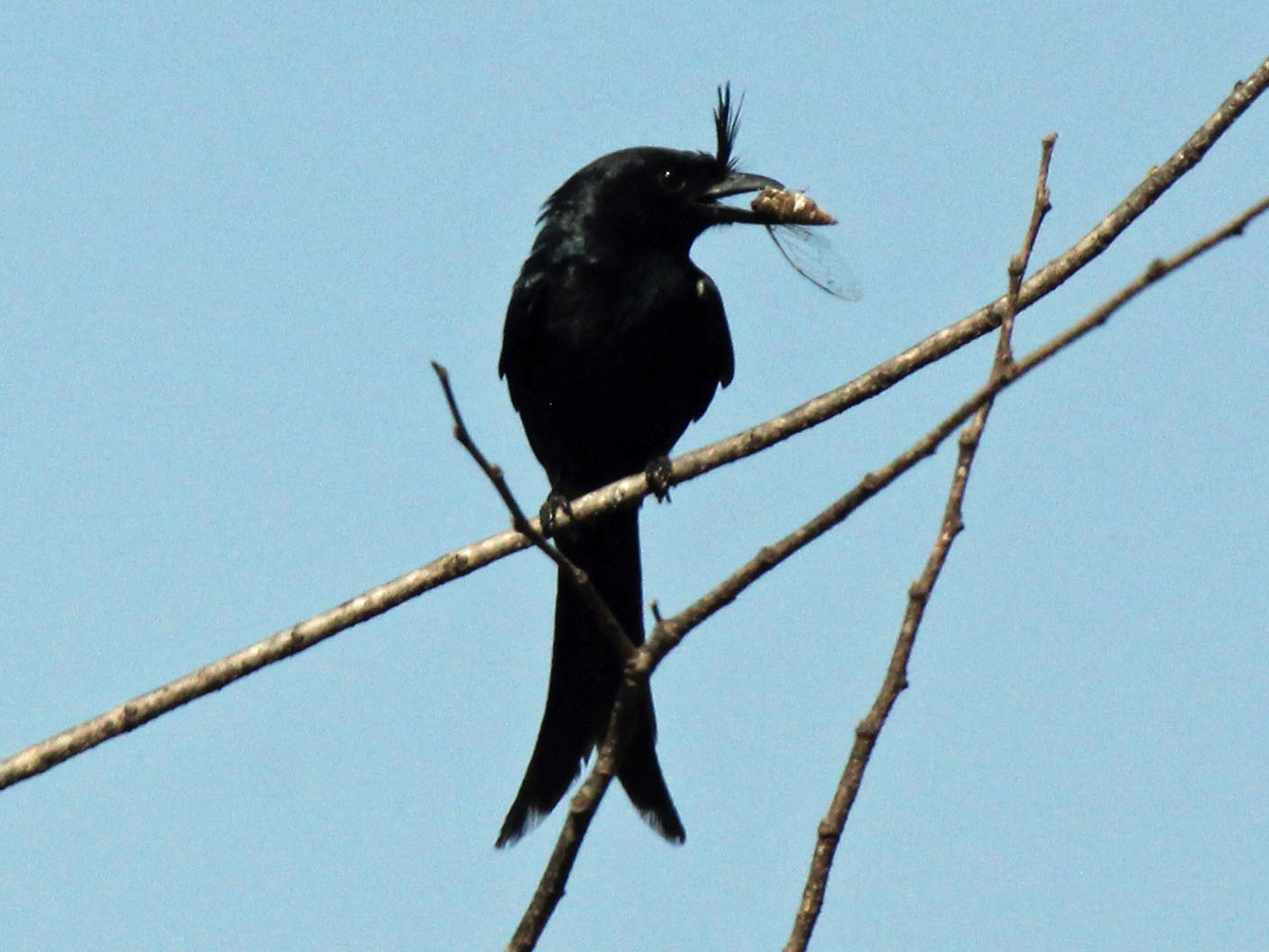
Esemplare con cicala nel becco.

Si tratta di uccelli dalla dieta virtualmente onnivora, nei quali tuttavia la componente carnivoro/insettivora è nettamente preponderante su quella vegetariana, andando a costituire la massima parte dell'alimentazione di questi animali.
Il drongo crestato è un predatore d'attesa, che pasa molto tempo appollaiato in agguato sul ramo di un albero, osservando i dintorni e piombando sulle prede che si trovano a passare in zona, afferrandole al volo o raccogliendole al suolo o fra le foglie ed i rami: questi animali si cibano di una grande varietà di insetti (specialmente coleotteri e lepidotteri) ed altri invertebrati (in particolar modo ragni), nonché delle loro larve e financo di piccoli vertebrati, come anfibi, lucertole, gechi e scinchi. Sporadicamente, questi uccelli possono cibarsi anche di bacche e piccoli frutti.

### Riproduzione

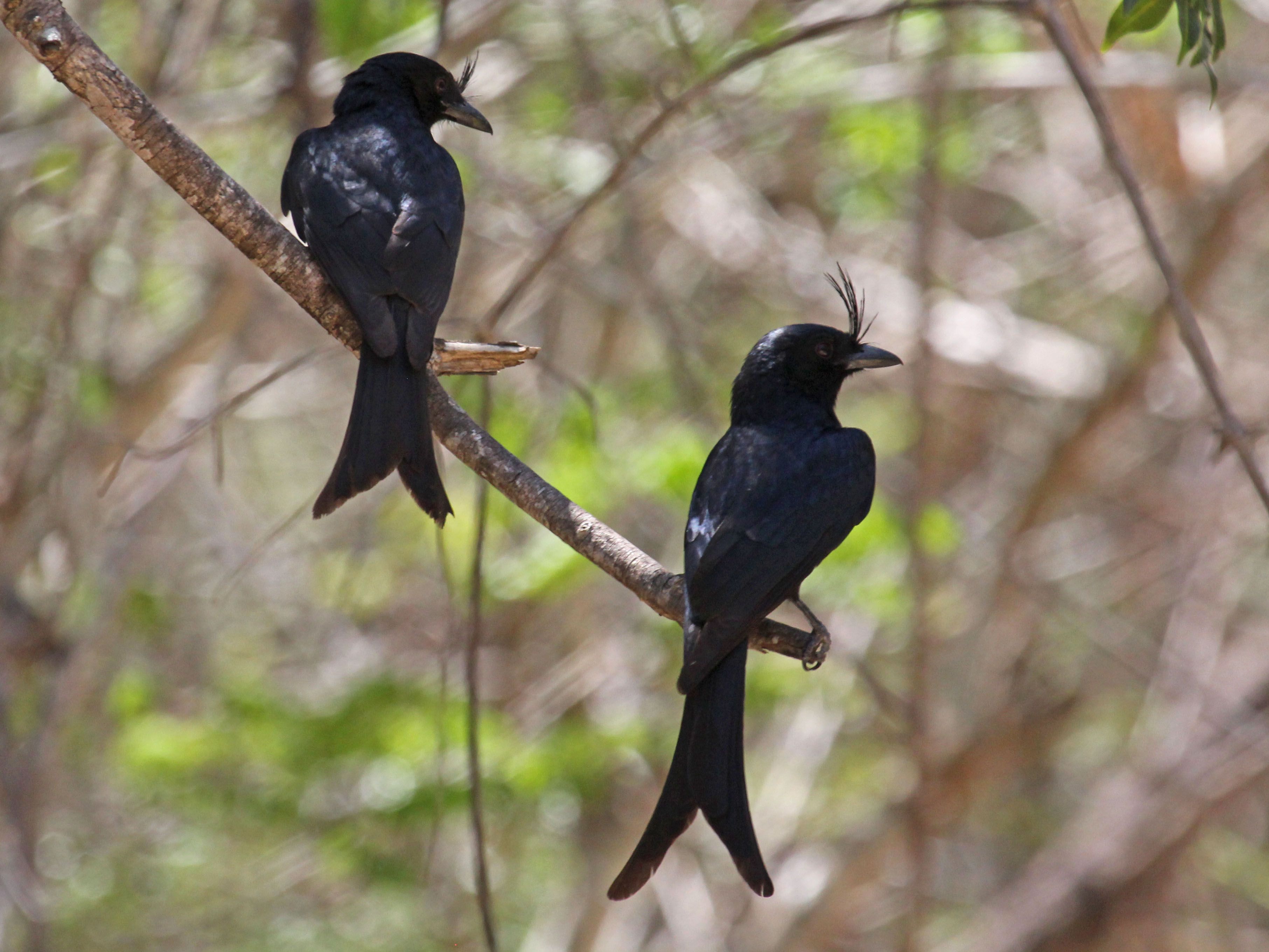
Coppia (femmina a sin) in natura.

La stagione riproduttiva va da settembre a dicembre, con picco delle schiuse fra ottobre e novembre: le popolazioni delle aree secche del Madagascar sud-orientale si riproducono più tardi, fino alla fine di febbraio.
Il nido viene costruito dalla femmina (col maschio che collabora fornendo parte del materiale da costruzione, consistente in fibre vegetali e pezzetti di muschio e licheni) alla biforcazione della parte distale del ramo di un albero: esso appare molto piccolo e sottile, tanto che generalmente è possibile osservare le uova al suo interno anche dal basso.

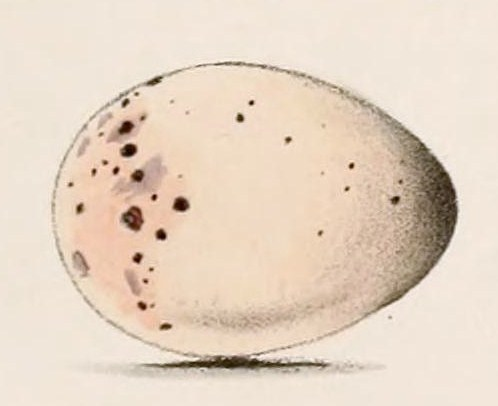
Uovo.

All'interno del nido, la femmina depone 3-4 uova, che provvede a covare alternandosi col maschio per un paio di settimane, al termine delle quali schiudono pulli ciechi ed implumi: la coppia difende strenuamente il nido da ogni intruso considerato un potenziale pericolo per la covata, dimostrando grande coraggio.

I nidiacei vengono accuditi e imbeccati da ambedue i genitori: essi s'involano a 16-20 giorni dalla schiusa, tuttavia continuano a rimanere nei pressi del nido (chiedendo l'imbeccata ai genitori, sebbene sempre più sporadicamente man mano che crescono) ancora per un altro mese circa, prima di allontanarsene in maniera definitiva e disperdersi.

## Distribuzione e habitat

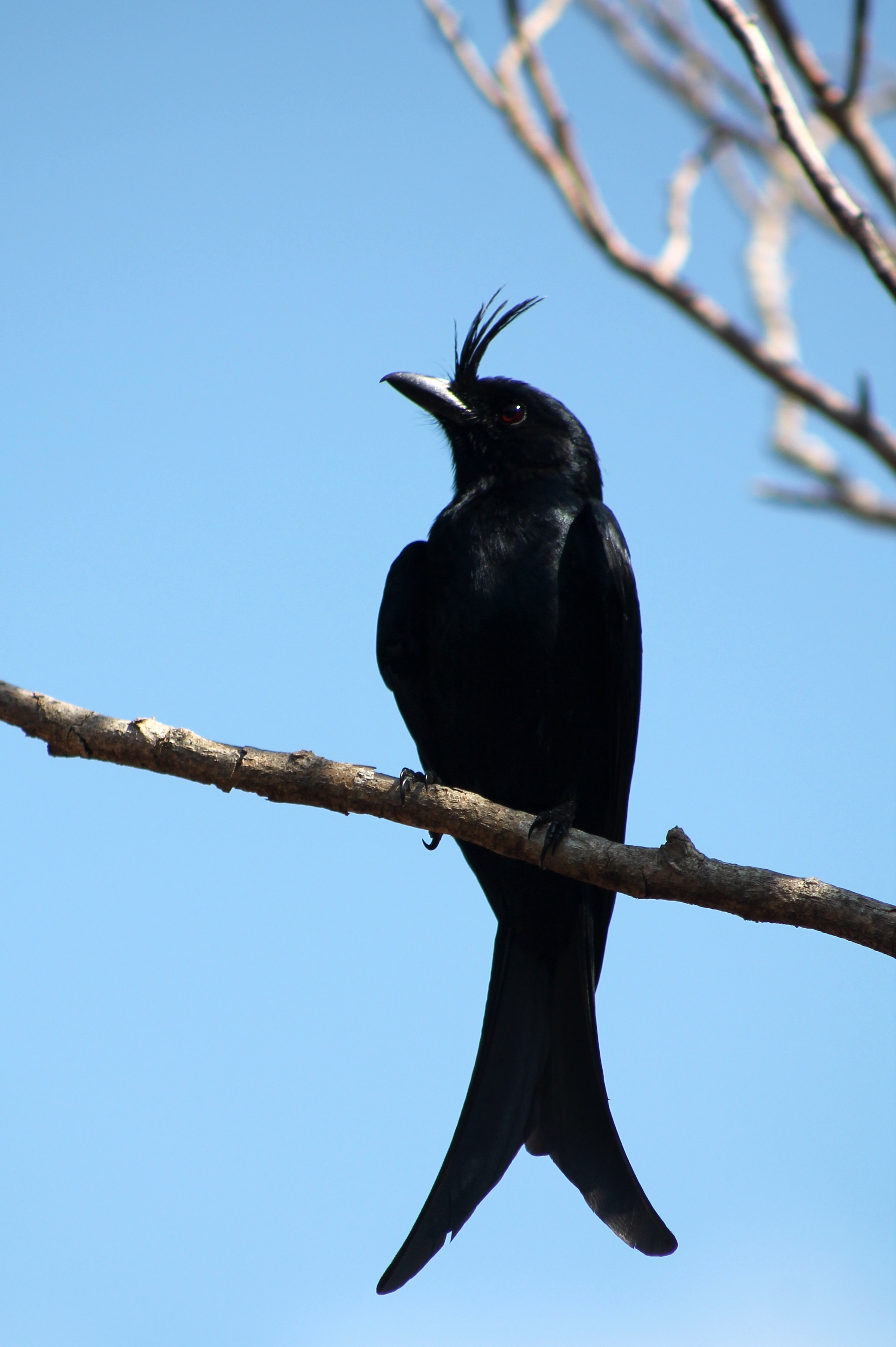
Esemplare a Kirindy.

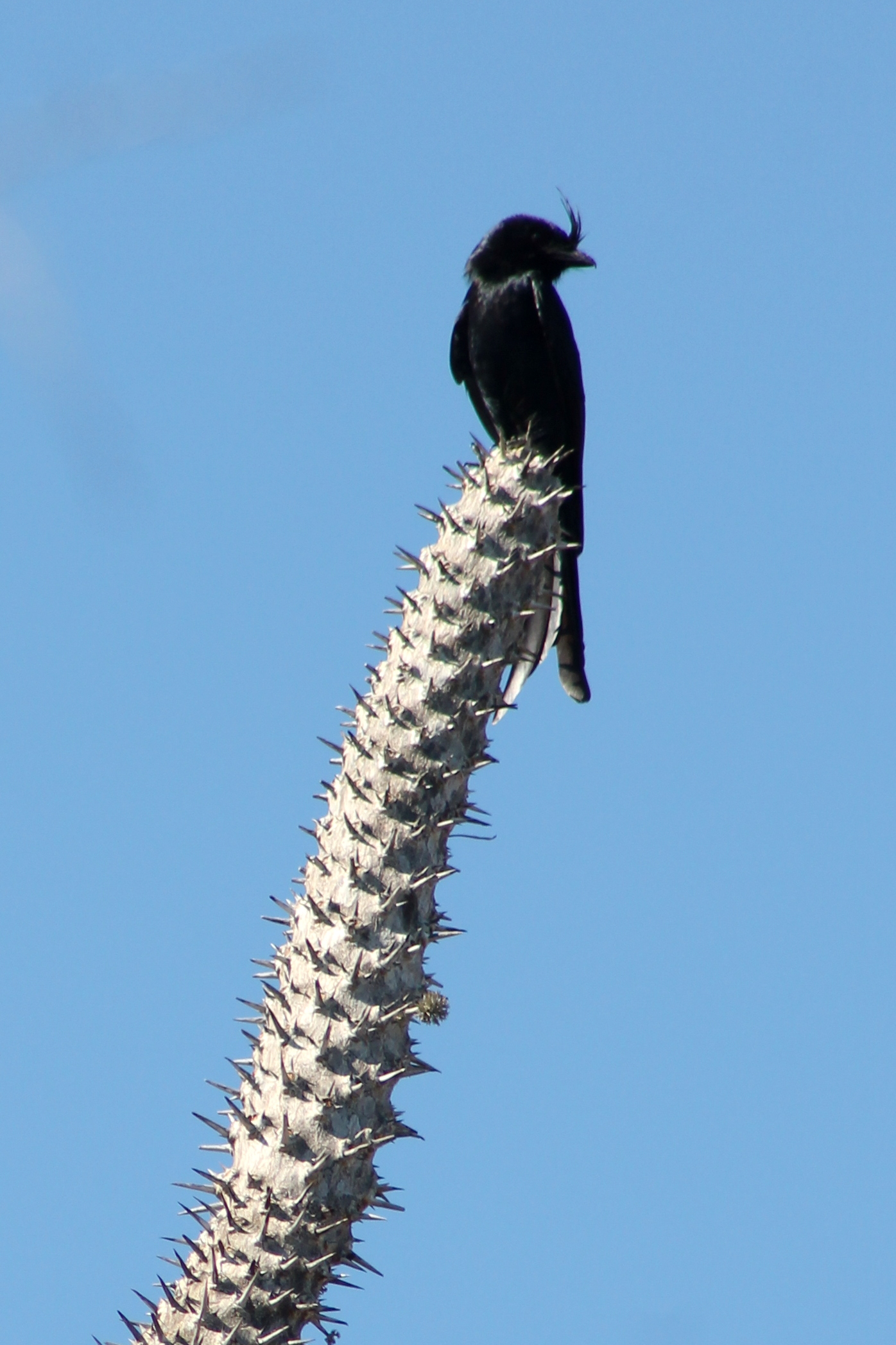
Esemplare a Reniala.

Il drongo crestato è diffuso in Madagascar, dove è presente su tutta l'isola e su alcune delle isole minori circonvicine (Nosy Be, Nosy Ankazoberavina,Nosy Hara, Nosy Boraha); la specie è inoltre diffusa sull'isola comoriana di Anjouan, mentre esistono evidenze che essa popolasse fino a tempi recenti anche Nosy Komba, Nosy Faly e Nosy Tanikely.
La specie è residente in tutto l'areale di distribuzione, mostrandosi poco propensa agli spostamenti e pertanto esibendo un modestissimo potenziale di dispersione.
Si tratta di animali piuttosto adattabili in termini di habitat: i dronghi crestati sono infatti osservabili praticamente in ogni ambiente alberato del loro areale, dalla foresta arida alla foresta pluviale alla foresta spinosa, popolando sia le zone di foresta primaria che quelle secondarie molto degradate o le macchie alberate. Questi uccelli, inoltre, si spingono senza grossi problemi nelle aree coltivate e nelle piantagioni, mentre è più raro che essi frequentino le aree adiacenti ai villaggi. Il drongo crestato è generalmente diffuso nelle aree di pianura e di collina al di sotto dei 1000 m di quota: tuttavia, la specie è presente (anche se meno comune) fino a 1875 m di quota.

## Tassonomia
Se ne riconoscono due sottospecie:
- Dicrurus forficatus forficatus (Linnaeus, 1766) - la sottospecie nominale, endemica del Madagascar;
- Dicrurus forficatus potior (Bangs & Penard, 1922) - endemica di Anjouan;

A dispetto dell'areale piuttosto vasto, la sottospecie nominale presenta una grande omogeneità a livello genetico.

Il drongo crestato presenta grande affinità filogenetica col drongo di Aldabra (del quale è un sister taxon) e col drongo di Mayotte, mentre la parentela col drongo delle Comore, di più antica differenziazione, a differenza di quanto ipotizzato fino a tempi recenti è lievemente minore.